# دیگو دانیل بوستوس
دیگو دانیل بوستوس (انگلیسی: Diego Daniel Bustos؛ زادهٔ ۲۸ آوریل ۱۹۷۴) بازیکن فوتبال اهل آرژانتین است.
از باشگاه‌هایی که در آن بازی کرده‌است می‌توان به باشگاه فوتبال لانوس، باشگاه فوتبال نانت، و باشگاه فوتبال آرژانتینوس جونیورز اشاره کرد.